# The Girl from Montana
The Girl from Montana (o The Montana Girl) è un cortometraggio muto del 1907 diretto da Gilbert M. 'Broncho Billy' Anderson (con il nome G.M. Anderson). Fu la settima pellicola diretta da Anderson, popolarissimo cowboy dello schermo.

## Trama
Una ragazza del West salva dall'impiccagione il suo innamorato.

## Produzione
Il film fu prodotto dalla Selig Polyscope Company. Venne girato a Golden, in Colorado.

## Distribuzione
Distribuito dalla Selig Polyscope Company, il film - un cortometraggio di due minuti - uscì nelle sale cinematografiche statunitensi il 14 marzo 1907.
Copia della pellicola viene conservata negli archivi della Library of Congress.